# Stretto di Badung
Lo stretto di Badung (indonesiano: Selat Badung) è un braccio di mare che separa l'isola di Bali da Nusa Penida, in Indonesia. Ha una lunghezza di circa 60 km e una larghezza di 20 km.
Nel febbraio 1942 qui fu combattuta la battaglia dello Stretto di Badung.